# Leutea polyscias
Leutea polyscias är en flockblommig växtart som först beskrevs av Pierre Edmond Boissier, och fick sitt nu gällande namn av Pimenov. Leutea polyscias ingår i släktet Leutea och familjen flockblommiga växter. Inga underarter finns listade i Catalogue of Life.